# Джеоргуба
Джеоргуба́ (осет. Джеоргуыба; Уастырджийы бонтæ) — осенний праздник в честь осетинского дзуара Уастырджи, покровителя мужчин, путников, защитника слабых и обездоленных. Подготовка к празднику начинается с воскресенья накануне последней полной недели ноября. Празднование начинается с понедельника и продолжается по следующий понедельник включительно. Вторник этой праздничной недели является особо почитаемым.
Праздник отмечается как в Северной, так и Южной Осетии. Это самый большой праздник у осетин, который отмечают в первую очередь мужчины. Он приурочен к концу сельскохозяйственных работ, и отмечается очень широко. Праздник является государственным в Северной Осетии.
Месяц, на который выпадает празднование, называется так же — «месяц Джеоргуба» (осет. Джеоргуыбайы мæй). Поскольку праздник продолжается неделю, вся эта неделя носит название «неделя Уастырджи».

## Традиции и обряды
Этот праздник длится неделю, с понедельника до следующего понедельника, в конце ноября каждого года. В воскресенье накануне праздника закалывается жертвенное животное: бык или баран, в зависимости от размаха празднования, и этот день так и называется «день закалывания быка» (осет. галæргæвдæн). Также во время праздника осетинам запрещается употреблять в пищу свинину и курятину.
В первый понедельник каждая семья отмечает у себя дома, в кругу семьи. Накрывается стол с традиционными тремя пирогами и головой заколотого животного, и после произнесения старшим молитвы, все могут садиться за стол. За столом традиционно первый тост произносится к Всевышнему (осет. Стыр Хуыцау), второй — к его посланнику Уастырджи. Глава семьи поручает его попечительству свою семью, род и просит благополучия, мира и счастья для всех. Затем следуют традиционные тосты и молитвы.
В остальные дни недели принято ходить праздновать в гости к соседям, по предварительной договорённости. В некоторых сёлах принято каждый год чередовать проведение празднования между соседями. В городских условиях отмечается в хадзарах.
В последний день праздника, понедельник, образное прощание с праздником до следующего года, все опять же празднуют каждый в своём доме.